# 海濱的辛巴達
《海濱的辛巴達》（日语：渚のシンドバッド），是日本女子團體Pink Lady的第4張單曲。1977年6月10日發行。

## 簡介
單曲標題的「辛巴達」是《一千零一夜》中的一個充滿奇遇的航海家。
連續第三張單曲獲得Oricon公信榜冠軍。Oricon公信榜統計總銷量高達100萬張，Victor音樂產業公佈的總銷量更高達145萬張，是Pink Lady首張在Oricon統計銷量過百萬的單曲。本作之後連續五張單曲取得Oricon統計的百萬以上銷量，創下了當時最多連續百萬銷量單曲的記錄，直到1993年才被B'z打破。
這張單曲將Pink Lady的人氣推上偶像行列的頂峰，成為1977年度日本單曲銷量冠軍單曲（下一年的年度冠軍單曲同樣也是Pink Lady的單曲）。並且締造了一個恐怖的傳奇——從1977年7月第三週到1978年2月第三週的總共28個星期，Pink Lady就壟斷了當中27個星期的Oricon公信榜冠軍，中間只被中島美雪的《離別的歌》中斷過一個星期。
第二年（1978年），同社（Victor）的樂團南方之星（後來已成為日本最傑出的一支國民級別樂團）出道，其出道單曲《率性辛巴達》（勝手にシンドバッド）的歌名就是取自1977年的兩首大熱歌曲，其中一首就是《海濱的辛巴達》，另一首是澤田研二的《從心所欲》（勝手にしやがれ）。

## 收錄曲目
1. 海濱的辛巴達（渚のシンドバッド）
  - 作詞：阿久悠；作曲、編曲：都倉俊一
2. 木瓜軍團（パパイヤ軍団）
  - 作詞：阿久悠；作曲、編曲：都倉俊一